# David Vaughn (cestista 1952)
David Vaughn (Nashville, 4 giugno 1952) è un ex cestista statunitense, professionista nella ABA, in Italia e in Francia.
Anche il figlio, David III è stato un cestista professionista.

## Carriera
Venne selezionato dai New York Knicks al quarto giro del Draft NBA 1975 (63ª scelta assoluta).

## Palmarès
- Ventottesimo per numero di stoppate di sempre ABA